# Moord op Patrice Lumumba

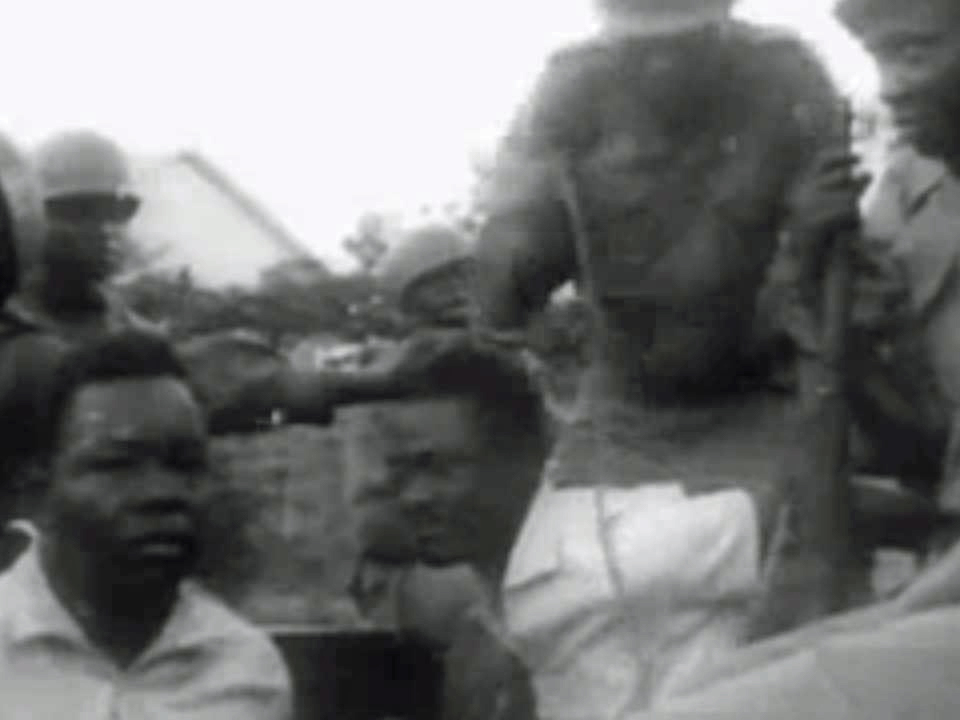
Arrestatie van Lumumba in het midden en Christophe Musungu

De moord op Patrice Lumumba, eerste minister van de Republiek Congo, gebeurde op 17 of 18 januari 1961.

## Voorgeschiedenis
Op 14 september 1960 pleegde kolonel Joseph Mobutu (later Mobutu Sese Seko) een staatsgreep met de hulp van Joseph Kasavubu en kwam zelf aan de macht. Lumumba werd op 1 december 1960 door Mobutu's troepen gearresteerd. Hij werd gevangengenomen in Port Francqui en geboeid naar Leopoldstad gevlogen.
Mobutu voerde ter verklaring aan dat Lumumba terecht zou staan voor ophitsing van het leger tot rebellie en andere misdaden. De secretaris-generaal van de Verenigde Naties Dag Hammarskjöld riep Kasavubu op om Lumumba een eerlijk proces te geven. De USSR beschuldigden Hammarskjöld en het Westen van verantwoordelijkheid voor Lumumba's aanhouding en eisten zijn vrijlating.
De VN Veiligheidsraad vergaderde op 7 december over de Sovjet-eisen, dat de VN Lumumba's onmiddellijke vrijlating zou bewerkstelligen, dat Lumumba opnieuw zijn ambt zou kunnen bekleden, de troepen van Mobutu ontwapend zouden worden én dat alle Belgen onmiddellijk uit Congo geëvacueerd zouden worden. Sovjet-vertegenwoordiger Valerian Zorin weigerde aan de eis van de Verenigde Staten te voldoen dat hij zichzelf ongeschikt zou verklaren als voorzitter van de veiligheidsraad gedurende het debat. Secretaris-generaal Dag Hammarskjöld zei - als antwoord op de Sovjetkritiek op zijn Congo-operaties - dat de VN-troepen zouden worden teruggetrokken uit Congo: "ik vrees dat alles ineen zal storten".
Als antwoord op een VN-rapport waarin gesteld werd dat Lumumba mishandeld werd door zijn bewakers, dreigde zijn aanhang op 9 december met de arrestatie van alle Belgen en de onthoofding van een aantal ervan, tenzij Lumumba vrijgelaten zou worden binnen de 48 uur.
De dreiging voor de VN-zaak werd nog versterkt door de aankondigingen van voormalig Joegoslavië, de Verenigde Arabische Republiek, Ceylon, Indonesië, Marokko en Guinee dat ze hun in Congo gelegerde troepen zouden terugtrekken. De pro-Lumumba-resolutie die de Sovjets voorstelden werd weggestemd op 14 december met 8 stemmen tegen 2. Op dezelfde dag hield de Sovjetunie een Westerse resolutie die Hammarskjöld meer macht zou geven met betrekking tot de situatie in Congo met een veto tegen.

## De moord
Lumumba werd op 17 januari 1961 uit de militaire gevangenis in Thysstad nabij Leopoldstad weggebracht naar een 'veiliger' gevangenis in Jadotstad in Katanga, waardoor hij in de handen van zijn vijanden viel. Er kwamen berichten dat Lumumba en zijn medegevangenen, Maurice Mpolo en Joseph Okito, mishandeld zouden zijn door de provinciële politie toen ze aankwamen in de rebellerende provincie Katanga.
Dezelfde nacht zou Lumumba samen met zijn twee kompanen geëxecuteerd zijn onder nooit volledig opgehelderde omstandigheden. In zijn boek De moord op Patrice Lumumba (1999) beweert auteur Ludo De Witte dat de Belgische politiecommissaris Frans Verscheure de gevangenen naar hun executieplek leidde. Politiefunctionaris Julien Gat beval de soldaten om te vuren. Lumumba's lichaam werd nooit gevonden en zou in 1961 door Gerard Soete zijn opgelost in 200 liter zwavelzuur. Er is wel een vergulde tand van hem bewaard in het gerechtsgebouw van Brussel.

## Internationaal protest
De bekendmaking van de moord op 10 februari 1961, toegeschreven aan "dorpelingen", leidde internationaal tot protestbetogingen bij Belgische ambassades. In Joegoslavië, Polen en Egypte kwam het tot geweld: in Belgrado sloegen demonstranten het interieur van de ambassade kort en klein, in Warschau mishandelden ze personeel en in Caïro staken ze de ambassade in brand. België eiste schadevergoeding en verbrak de diplomatieke betrekkingen toen Nasser die weigerde.

## Later onderzoek
Ludo De Witte schreef in zijn boek De moord op Lumumba (1999) de bevindingen van zijn onderzoek omtrent de zaak, wat in België aanleiding gaf tot een onderzoek van de hele zaak van overheidswege.
In februari 2002 gaf de Belgische overheid toe "onmiskenbare verantwoordelijkheid te hebben gehad in de gebeurtenissen die tot Lumumba's dood hebben geleid", al wilde men niet de volledige verantwoordelijkheid opnemen. De parlementaire onderzoekscommissie, bijgestaan door deskundigen Emmanuel Gerard, Luc De Vos, Jules Gérard Libois en Philippe Raxhon, vond dat een aantal vooraanstaande Belgen (al dan niet direct) een rol hadden gespeeld in de moord op Lumumba. Er werd echter geen doorslaggevend bewijs gevonden dat de moord zelf in opdracht gebeurde van de Belgische autoriteiten.
In juli 2002 werden er door de Verenigde Staten documenten vrijgegeven die de rol van de CIA in de moord op Lumumba onthulden. De CIA zou Lumumba's tegenstanders gesteund hebben met geld en politieke ondersteuning, en in Mobutu's geval met wapens en militaire training. Ook zou er van de CIA uit een moordenaar op pad zijn gegaan met de missie om Lumumba te vergiftigen. Hij wierp zijn wapens echter in de rivier en zou de moord alsnog niet uitgevoerd hebben. Lumumba werd uiteindelijk toch geëxecuteerd door Katangese separatisten, al dan niet in opdracht van.